# Chicagoer Schule (Ökonomie)

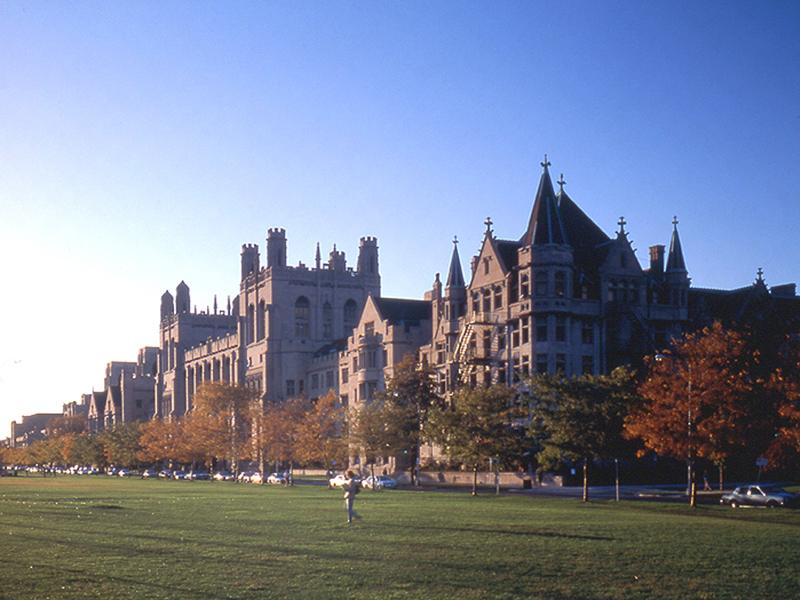
Harper Library (hier von der Midway Plaisance aus) im Chicagoer Hyde Park

In der Wirtschaftswissenschaft bezeichnet Chicagoer Schule ein im 20. Jahrhundert an der Universität Chicago entstandenes ökonomisches Programm (der Begriff Schule wird hier verwendet im Sinne von Denkschule).
Ergänzend zur eher spontanen und ungeplanten Genese (Entwicklung) einer Forschungsgruppe vollzog sich in der wissenschaftlichen und öffentlichen Diskussion ab Mitte der 1940er Jahre ein zweiter Prozess, in dessen Verlauf die Chicagoer Schule zu einem Markennamen stilisiert wurde. In der Literatur tauchte die Chicagoer Schule erst nach 1950 auf und erst um 1960 wurde sie zu einer unter Ökonomen weithin bekannten eigenständigen Schule.
Die Universität von Chicago stellt mit Milton Friedman, Theodore W. Schultz, George Stigler, Ronald Coase, Gary Becker, Merton Miller, Robert Fogel, Robert E. Lucas, James Heckman und Eugene Fama mehr als doppelt so viele Nobelpreisträger und Träger des Alfred-Nobel-Gedächtnispreises für Wirtschaftswissenschaften, die während des Preisgewinns dort lehrten, wie Harvard und Princeton. Weiterhin waren die Träger des Nobelpreises oder des Alfred-Nobel-Gedächtnispreises Paul Samuelson, Kenneth Arrow, Herbert A. Simon, Lawrence Klein, Tjalling Koopmans, Friedrich von Hayek, Gerard Debreu, James Buchanan, Trygve Haavelmo, Harry Markowitz, Myron Scholes, Edward Prescott, Vernon L. Smith, Edmund Phelps und Roger B. Myerson vor oder nach ihrem Nobelpreisgewinn in Chicago tätig. Die Chicago School hat damit wie kaum eine zweite das ökonomische Denken in der zweiten Hälfte des 20. Jahrhunderts geprägt.

## Begriffsinhalt
Chicagoer Schule wird sprachlich nicht einheitlich verwendet; es kann unterschieden werden zwischen:
1. Chicagoer Schule im engeren Sinne: bezeichnet diejenigen Wissenschaftler, die tatsächlich im 20. Jahrhundert an der Universität von Chicago lehrten.
2. Chicagoer Schule im weiteren Sinne: bezeichnet eine bestimmte Denkrichtung in der Wirtschaftswissenschaft, die sich durch die unter Lehren genannten Annahmen zu einer einheitlichen Schule zusammenfassen lässt.

## Grundannahmen
Trotz ihrer Heterogenität sind folgende Merkmale charakteristisch für die Theoriegebäude ihrer Vertreter:
1. Neoklassische Preistheorie: Jedes wirtschaftliche Verhalten lässt sich mithilfe der neoklassischen Preistheorie erklären.
2. Marktwirtschaft: Freie Märkte sind das effizienteste Mittel zur Ressourcenallokation und Einkommensverteilung. Damit einher geht die Neigung, die wirtschaftliche Aktivität des Staates im Zweifel zurückzudrängen.

So beschrieb Milton Friedman 1974 als wesentliche Merkmale:

“In discussion of economic science, “Chicago” stands for an approach that takes seriously the use of economic theory as a tool for analyzing a startlingly wide range of concrete problems, rather than as an abstract mathematical structure of great beauty but little power; for an approach that insists the empirical testing of theoretical generalizations and that rejects alike facts without theory and theory without facts. In discussions of economic policy, “Chicago” stands for belief in the efficiency of the free market as a means of organizing resources, for skepticism about government intervention into economic affairs, and for emphasis on the quantity theory of money as a key factor in producing inflation.”

„In der wirtschaftstheoretischen Diskussion meint ‚Chicago‘ einen Ansatz, der wirtschaftswissenschaftliche Theorie für ein wichtiges Werkzeug hält, um eine erschreckend große Zahl an konkreten Problemen zu analysieren, statt mathematische Theoriegebäude von großer Schönheit aber geringer Erklärungskraft zu errichten; es meint einen Ansatz, der auf der Überprüfung allgemeiner theoretischer Überlegungen besteht und gleichermaßen Tatsachen ohne Theorie und Theorie ohne Tatsachen ablehnt. In der wirtschaftspolitischen Diskussion meint ‚Chicago‘ die Überzeugung von der Effizienz freier Märkte im Hinblick auf Ressourcenallokation, Skepsis gegenüber Staatseingriffen in die Wirtschaft und die Betonung der Quantitätstheorie des Geldes für die Inflation.“

## Theoriegeschichte und -entwicklung

### 1892–1920: Frühe Chicagoer Schule
In ihrer Anfangszeit unterschied sie sich nicht in schulbildender Weise von anderen amerikanischen Wirtschaftsfakultäten. In der ersten Phase lehren – angezogen vom konservativen Dekan James Laurence Laughlin (1850–1933) die Ökonomen Thorstein Veblen (1857–1929), Leon C. Marshall, John Maurice Clark (1884–1963), Wesley C. Mitchell (1874–1948), Robert Hoxie, Chester W. Wright, Simeon L. Leland, Alvin Johnson und John U. Nef.

#### James Laurence Laughlin (1850–1933)
Die Universität von Chicago wurde 1892 durch John D. Rockefeller gegründet. Ihr erster Präsident war William R. Harper (1856–1906). Als Besonderheit erhielt die Universität eine eigenständige Fakultät für politische Ökonomie (Department of Political Economy). Harper plante zunächst Richard T. Ely (1854–1934) zum Dekan der Fakultät zu machen. Die Verhandlungen mit Ely, der der deutschen historischen Schule nahestand, scheiterten jedoch an dessen Gehaltsforderungen. Durch Zufall lernte Harper James Laurence Laughlin kennen, der ihn bei einer Diskussion in New York über Geldtheorie beeindruckt hatte. Anekdotisch ist überliefert, dass Harper mit Laughlin darauf bis in den frühen Morgen diskutierte und jenen schließlich als Dekan der neuen Fakultät gewann. Ab 1892 gab Laughlin das Journal of Political Economy heraus, das bald zu den führenden Zeitschriften gehörte.
Mit Laughlin hatte Harper das genaue Gegenteil Elys gewählt: Laughlin war zutiefst konservativ und ein überzeugter Anhänger der klassischen Nationalökonomen: Adam Smith, David Ricardo und besonders John Stuart Mill. Elys interventionistischen Ansatz nannte er verächtlich elyism. Er betonte einerseits die empirische Verifikation ökonomischer Theorie, andererseits – so warfen Kritiker ihm vor – schien die klassische Theorie davon ausgenommen und durch nichts zu widerlegen. Die klassische Theorie stand für ihn auf einer Stufe mit religiösen Wahrheiten:

“The laws of production and their harmony worth fundamental Christian truths. […] In fact, we find […] that in our efforts to satisfy material wants, the fundamental economics principles are but statements of the form in which Christian ideas take shape.”

Er publizierte vor allem zur Geldtheorie und war, im Gegensatz zu späteren Vertretern der Chicago School, ein Befürworter der Zentralbank und an der Gründung der Federal Reserve beteiligt. Er kann zu den Vorläufern des Insider-Outsider-Modells gerechnet werden. In ökonomischer Hinsicht wird seine Arbeit für wenig kreativ gehalten. Sein Verdienst besteht vor allem im Aufbau der Fakultät: Entscheidend für die Berufung des Fakultätspersonals war nicht ihre ideologische Ausrichtung, sondern allein ihre fachliche Exzellenz.

#### Thorstein Veblen (1857–1929)

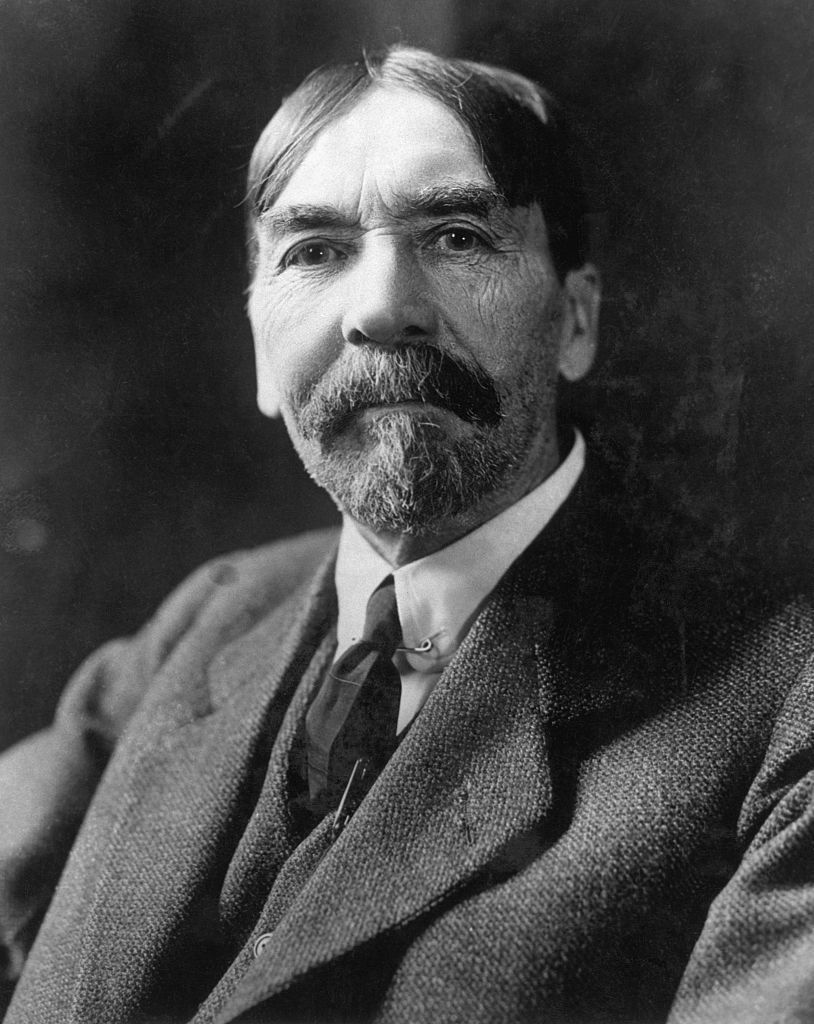
Thorstein Veblen

Thorstein Veblen gilt als einer der Gründer der amerikanischen Institutionenökonomik. Er war ein entschiedener Gegner der neoklassischen Theorie (das Wort „neoklassisch“ geht wahrscheinlich auf ihn zurück). Ihre Deduktionsergebnisse seien falsch, da bereits die Grundannahmen der neoklassischen Preistheorie falsch seien. Wirtschaftswissenschaft könne nicht als eigene Wissenschaft bestehen, sondern nur als übergreifende Wissenschaft, die Wirtschaftswissenschaft, Soziologie und Anthropologie beinhalte. Dass Veblen seiner zuweilen beißenden Kritik an der Marktwirtschaft zum Trotz von Laughlin berufen wurde, kann als Beispiel der undogmatischen Berufungspraxis Laughlins gesehen werden. Als Veblen Chicago nach 14 Jahren verlassen musste, war dies nicht Ergebnis seiner ideologischen Einstellung, sondern seines als ausschweifend empfundenen Privatlebens: Auch die Intervention Laughlins konnte seine Entlassung durch Harper nicht verhindern.

#### John Maurice Clark (1884–1963)
Nach dem Tod Harpers 1907 trat Harry Pratt Judson dessen Nachfolge an; dieser gab Laughlin noch deutlich mehr Freiheit bei der Ernennung der Fakultätsmitglieder: Zu den wichtigsten Ernennungen dieser Zeit gehören Chester W. Wright und Leon C. Marshall. Marshall folgte Laughlin nach dessen Emeritierung als Dekan der Fakultät nach. Die Berufung John Maurice Clarks, des Sohnes John Bates Clarks, nach Chicago 1915 geht auf seinen Einfluss zurück und ist die wichtigste dieser Phase. Clarks Reputation half die verknöcherten Strukturen des Endes des Laughlin-Ära zu überwinden. Clarks ökonomisches Denken war einerseits vom neoklassischen Erbe seines Vaters, andererseits aber auch durch die Integration institutionalistischen Denkens beeinflusst: Ein Wirtschaftssystem, das auf reinem Laissez-faire beruhte, hielt er für unmöglich und empfahl, sich „behutsam einer sozial-liberalen Steuerung“ („cautiously towards a program of social-liberal planning“) hinzuwenden (Social Control of Business (1926)).

### 1920–1940: Erste Chicagoer Schule
Die Wurzeln einer eigenständigen Chicagoer Schule reichen in die 1920er Jahre zurück. In dieser Zeit lassen sich drei Gruppen innerhalb der Wirtschaftsfakultät identifizieren: zunächst der sogenannte harte Kern der späteren Chicago-Schule – bestehend aus dem Trio Frank Knight, Jacob Viner und Henry Calvert Simons. Dann eine zweite Gruppe, die als Institutionalisten bezeichnet werden kann; und schließlich eine dritte heterogene Gruppe von quantitativ orientierten Ökonomen.

#### Frank Knight (1885–1972)
1928 erhielt Frank Knight den Ruf auf den Lehrstuhl für Wirtschaftstheorie als Nachfolger John M. Clarks. Skeptisch gegenüber jeglicher anerkannten Lehrmeinung, allen wissenschaftlichen und religiösen Dogmen und allen -ismen (sowohl Kommunismus und Sozialismus als auch Kapitalismus), gestaltet sich seine Einordnung schwer: So wird er der Neoklassik, der Österreichischen Schule und auch den Institutionalisten zugeordnet. Er selbst sah sich, trotz aller Zweifel und Skepsis, als klassischen Liberalen: Den klassischen Liberalismus des 19. Jahrhunderts hielt er für gescheitert (The Case for Communism: From the Standpoint of an Ex-Liberal (1932)), dennoch hinderte ihn seine tiefgründende Skepsis gegenüber politischer Macht daran, zentrale Wirtschaftsplanung für sinnvoll zu halten; Wirtschaftsreformen und -planung seien grundsätzlich irrational („All talk of social control is nonsense“) und durch politische Eigeninteressen bestimmt:

“The probability of people in power being individuals who would dislike the possession and exercise of power is on a level with the probability that an extremely tender-hearted person would get the job of whipping master in a slave plantation.”

Er unterschied sich ferner durch die Art der Legitimation des marktwirtschaftlichen Systems vom klassischen Liberalismus: Wirtschaftliche Freiheit war ihm Selbstzweck, nicht nur utilitaristisches Mittel zur Befriedigung der Konsumentenwünsche. Die ethische Rechtfertigung der Marktwirtschaft beschäftigte ihn sein gesamtes Leben; niemals erreichte er jedoch das Maß an optimistischer Überzeugung von der Marktwirtschaft wie später sein Schüler Milton Friedman in Capitalism und Freedom. Friedman warf er grobe Vereinfachung vor. Ethisch betrachtet sei Marktwirtschaft niemals gerecht (The Ethics of Competition (1923)), sondern eher einem Glücksspiel vergleichbar:

“The luck element is so large […] that capacity and effort may count for nothing […]the luck element works cumulatively, as in gambling games generally.”

Überzeugend könne die Marktwirtschaft nur angesichts ihrer Alternativen legitimiert werden. Sozialpolitik griff er dennoch fast schärfer als Friedman an, da sie die selbstgesteckten Ziele verfehle; den Kommunismus nannte er „Wahnsinn, wahrlich verbrecherischen Wahnsinn“ („Madness, criminal madness, of course; but how many of the bright and educated have fallen for and preached for it.“ (On the History and Method of Economics (1956), S. 273)).
Knights bekanntestes Werk ist Risk, Uncertainty and Profit (1921). In ihm legte er dar, wie in einem System vollständigen Wettbewerbs dennoch Gewinn entstehen könne: Er unterscheidet zwischen Risiko und Unsicherheit (Knightsche Unsicherheit); während Risiko versicherbar ist (und deshalb keinen Gewinn hervorbringen kann), ist echte Unsicherheit nicht versicherbar und kann somit Quelle von Gewinn sein. Gérard Debreu sieht in Risk, Uncertainty and Profit ferner das Arrow-Debreu-Modell vorweggenommen.
Knight beteiligte sich an zahlreichen wegweisenden Diskussion in den Wirtschaftswissenschaften. So griff er die auf Eugen von Böhm-Bawerk zurückgehende Kapitaltheorie der Österreichischen Schule heftig an. Ferner bezog er in Fallacies in the interpretation of social costs (1924) Stellung gegen Arthur Cecil Pigous welfare economics. Den Keynesianismus hielt er nie für wenig mehr als Scharlatanerie. Seine Ausgabe von Keynes General Theory soll, nach der Überlieferung Don Patinkins, von zahlreichen Anmerkungen übersät gewesen sein, von denen ‚Nonsense!‘ zu weniger schmähenden gehörte. Keynes habe „die Wirtschaftswissenschaften zurück in dunkle Jahrhunderte geführt“ („succeeded in carrying economic thinking back to the Dark Age.“)
In methodischer Hinsicht stand Knight quantitativer Forschung ablehnend gegenüber; dies führte schließlich auch zur Entfremdung selbst von seinen ehemals engsten Schülern. Kelvins Diktum „When you cannot measure, your knowledge is meager and unsatisfactory“ hielt er entgegen:

“[This saying] very largely means in practice: If you cannot measure, measure anyhow!”

Nicht weniger abweisend war er gegenüber der zunehmenden Mathematisierung der Wirtschaftswissenschaften. Da die Sozialwissenschaften epistemologisch von den Naturwissenschaften verschieden seien, könnten deren Methoden nicht sinnvoll auf die Wirtschaftswissenschaft übertragen werden. Dies mache deren Aussagen gleichwohl nicht weniger exakt und allgemeingültig als die der Naturwissenschaften. Die Ablehnung quantitativer Methoden führte zu großen Spannungen mit anderen Fakultätsmitgliedern wie Henry Schultz und Paul Howard Douglas, so dass Knight und Douglas gegen Ende nur noch über Briefe miteinander kommunizierten.

#### Jacob Viner (1892–1970)
Der wichtigste Kurs im Curriculum der wirtschaftswissenschaftlichen Fakultät war der – fast legendäre – Kurs economics 301, in dem die fortgeschrittenen Studenten intensiv über Preistheorie diskutierten. Er wurde stets von den bedeutendsten Professoren der Fakultät gegeben. Zu ihnen gehörte auch Jacob Viner, ein Schüler Frank W. Taussigs aus Harvard der 1919 nach Chicago kam (Professur ab 1925) und dort bis 1946 blieb. Er war bekannt und gefürchtet für seinen bisweilen sogar demütigenden Stil in economics 301. Sein Vorlesungsstil war stark dem Taussigs verwandt, aber, wie Paul Samuelson sich später äußerte: “Viner added one new ingredient: terror.” Für einige Studenten erwies sich sein rauer, auf Fehler der Studenten lauernder Stil jedoch auch als leistungsfördernde Herausforderung. Evsey Domar erinnerte sich später: “To fight him back became my greatest ambition.”
In wissenschaftlicher Hinsicht beschäftigte sich Viner vor allem mit den Hintergründen der Weltwirtschaftskrise. Er gehörte zu den ersten Kritikern Keynes’, was insoweit überraschend ist, als sich ihre Analysen der Great Depression nicht unähnlich waren. Viner sah als ihre Ursache sinkende Gewinnmargen, da die Produktpreise schneller als die Kosten gefallen seien. Als Lösung sah er unter dem Goldstandard nur Lohnsenkungen, nach dessen Lockerung befürwortete er auch die Anhebung des Preisniveaus. Keynes Lösungen taugten jedoch kaum als General Theory; seine Theorie gelte nur in the short-run in absoluten Ausnahmesituation wie der Weltwirtschaftskrise. Kritik übte Viner auch an Keynes Vorschlägen zur Bekämpfung der Arbeitslosigkeit: Keynes hielt Lohnsenkungen für untauglich zu deren Senkung, Viner hielt dem entgegen:

„In a world organized in accordance with Keynes’s specifications there would be a constant race between the printing press and the business agents of the trade unions, with the problem of unemployment largely solved if the printing press could maintain a constant lead and if only volume of employment, irrespective of quality, is considered important.“

Weiterhin hielt er dessen Theorie über die Bestimmung des Zinssatzes für falsch: Nicht die Liquiditätspräferenz, sondern Angebot und Nachfrage bestimmten dessen Höhe. Die Stabilität der Konsumfunktion, von Keynes als {\displaystyle C_{W}=c\cdot Y_{W}} bestimmt, wobei c die Konsumneigung angibt, hielt Viner nicht für zwingend: Konsum könne sehr wohl unterschiedlich ausfallen, je nachdem, ob die Reallöhne sinke und das Preisniveau gleich bleibt oder die Reallöhne gleich blieben bei steigendem Preisniveau. Er bestritt nicht den Wert einiger Ideen Keynes’ für den Fortschritt der Wirtschaftswissenschaften, er stimmte mit ihm über die Nachkriegswirtschaftsordnung überein, hielt ihn jedoch eher für eine Art Propheten oder Politiker. Auf seinen Vorschlag hin und gegen den Widerstand Frank Knights wurde Keynes 1940 mit der Ehrendoktorwürde der Universität von Chicago ausgezeichnet. Dennoch resümierte er:

„I regard Mr. Keynes’s [views] with respect to money and monetary theory in particular […] as, figuratively speaking, passing the keys of the citadel out of the window to the Philistines hammering at the gates.“

Viners eigentliche Forschungsschwerpunkte lagen in den Bereichen Außenwirtschaftstheorie, Preistheorie und Geschichte der Volkswirtschaftslehre. Seine Außenwirtschaftstheorie unterschied sich dabei kaum von der seines Lehrers Taussig; er war ein Anhänger des Freihandels, ergänzt um einige Einschränkungen gegenüber der klassischen Theorie. Seine Außenhandelstheorie konnte sich jedoch nicht gegen das Heckscher-Ohlin-Modell durchsetzen. In The Customs Union Issu (1950) arbeitete er als erster heraus, dass die Schaffung von Zollunion und Freihandelszonen nicht notwendig stets wohlfahrtserhöhend wirken müsse, da nicht nur neue Handelsströme entstünden (trade creation) sondern auch bestehende Handelsströmen abgelenkt werden können (trade diversion): Ein Produkt werde dann günstiger aus einem Mitgliedsland der Zollunion importiert, obwohl es sowohl vor als auch nach der Schaffung der Zollunion in einem Drittland günstiger produziert werden könne: Aus globaler Perspektive wirke dies wohlfahrtsmindernd. Das Modell wurde später von James Meade erweitert. Seine größte theoriegeschichtliche Schrift Studies in the Theory of International Trade (1937) befasst sich ebenfalls mit Außenhandel. Die klassische Freihandelslehre basierte für ihn auf folgenden vier Motiven: der Gedanke einer kosmopolitischen Brüderschaft aller Menschen, wohlfahrtsfördernder Effekt, die ungleiche weltweite Ressourcenverteilung und die religiös beeinflusste Hoffnung auf die friedvolle Kooperation aller Menschen. In seinen Untersuchungen zu Adam Smith betonte er, dass dessen Wealth of the Nations nur in Zusammenhang mit der Theory of Moral Sentiments voll verstanden werden könne.

#### Aaron Director (1901–2004)
Aaron Director hatte vor seiner Chicagoer Zeit lange Zeit starke Sympathien für sozialistische Theorien und arbeitete unter anderem im Steinkohlenbergbau. Er kam 1927 als postgraduate nach Chicago, wo er als Assistent von Paul Douglas arbeitete und mit diesem The problem of unemployment schrieb. Weiterhin zählte er zu den Schülern Frank Knights, dessen Perfektionismus ihm jedoch auch hinderlich war. Die frühen Arbeiten dieser Phase beschäftigten sich, veranlasst durch die Weltwirtschaftskrise mit den Problemkreisen um Stagnation und Arbeitslosigkeit: Arbeitslosigkeit entstehe, entgegen einer damals verbreiteten Vorstellung, nicht durch technischen Fortschritt: Dieser führe vielmehr nur zu Verschiebung von Arbeitsplätzen innerhalb der Wirtschaftssektoren. Zur Vermeidung von Arbeitslosigkeit in Depressionen empfahl er staatliche Arbeitsbeschaffungsmaßnahmen, die durch Geldschöpfung statt Steuern finanziert werden sollten. Kreditexpansion hielt er für nicht geeignet, Depressionen zu überwinden, da selbst bei niedrigem Zins Geschäftsleute keine Kredite aufnähmen.
1937/38 verbrachte Director an der LSE. Er kehrte erst 1946 als Nachfolger von Henry Calvert Simons nach Chicago zurück. In dieser Phase bildete Monopoltheorie den Schwerpunkt seiner Arbeit: Er verwarf die seinerzeit in Chicago vorherrschende Lehre einer starken Antitrust-Politik auf Basis der klassischen Preistheorie. Monopole führten meist zu Effizienzsteigerungen ohne tatsächlich die befürchteten Folge der Preissteigerung für die Verbraucher nach sich zu ziehen und bestünden meist nur vorübergehend. Die verbleibenden, tatsächlich problematischen Monopole verdankten ihre Existenz meist staatlicher Intervention. Directors Monopoltheorie gehört zu seinen wichtigsten Beiträgen und kann als Vorläufer der law and economics-Bewegung in Chicago gewertet werden. Director, dessen Einfluss eher indirekt und katalytisch auf Studenten wirkte, entwickelte auch erste Ideen, die später als public choice bekannt wurden: Lobbyismus werde erheblich verstärkt, wenn das Vertrauen auf Intervention diese zum Anlaufpunkt von Lobbygruppen mache:

“By inculcating the idea that the government must manage thing, are we not encouraging the growth of organized minority groups among workers and employers which will divide the country into warring camps?”

Das Vertrauen auf Staatsintervention und Einschränkung wirtschaftlicher Freiheit fand er besonders unter Intellektuellen. Die Paradoxie, dass ausgerechnet diejenigen wirtschaftliche Freiheit einschränken wollten, denen Meinungsfreiheit und der Markt der Ideen am wichtigsten sei, erklärte er mit der Neigung des Menschen, eigene Beiträge zu überschätzen:

“It may be asserted with some confidence that among intellectuels there is an inverse correlation between the appreciation of the merits of civil liberty—including freedom of speech—and the merits of economic freedom.”

### 1945–1960: Nachkriegsära

#### Theodore W. Schultz (1902–1998)
Theodore W. Schultz, Sohn deutscher Farmer aus South Dakota, kam 1944 nach Chicago, wo er bis zu seinem Lebensende blieb. Er erhielt 1979 den Wirtschaftsnobelpreis. Schultz gehörte zu den ersten, die Preistheorie auf vermeintlich nicht-ökonomische Probleme anwandten; somit kann er zu den Vorläufern Gary Beckers gezählt werden. Den Schwerpunkt seiner Arbeit bildete, bevor er nach Chicago kam, die Beschäftigung mit Agrarökonomie, besonders auch im Hinblick auf Entwicklungsländer. In seiner Chicagoer Zeit wandte er sich der Humankapitaltheorie zu. Auf das zugrunde liegende Problem wurde er aufmerksam, als er feststellte, dass während der 1940er und 1950er Jahre die Flächenproduktivität deutlich angestiegen war, ohne dass dies durch den Einsatz von Maschinen und Personal erklärbar war. Er erklärte dies mit dem gestiegenen Humankapital:

„Man has the ability and intelligence to lessen his dependance on cropland, on traditional agriculture, and on depleting resources of energy and can reduce the real costs of producing food for the growing world population.“

Dieses Konzept stellte er in Kontrast zu den in der Tradition Thomas Robert Malthus’ Bevölkerungsfalle stehenden Verelendungstheorien. Gleichermaßen würden Entwicklungsländer nicht durch den bloßen Einsatz von physischem Kapital, sondern vor allem durch die Steigerung des Humankapitals ihre Lage verbessern. Die Themen Agrarökonomie, Entwicklungshilfe und Humankapital seien somit auf engste miteinander verbunden.

#### 1953–1970:Chicago Boys
Auf Grundlage seiner Humankapitaltheorie war Schultz davon überzeugt, dass die Entwicklungsländer Lateinamerikas nur durch verbesserte Bildung in den Bereichen Wirtschaftswissenschaft, Landtechnik, Ingenieurwesen, Betriebswirtschaft und öffentliche Verwaltung vorangebracht werden konnten. 1953 wandte er sich an Albion Patterson, um ein akademisches Austauschprogramm für Südamerika auszuarbeiten. 1955 reisten Schultz, Earl Hamilton, Simon Rottenberg und Arnold Harberger nach Chile um Verträge mit der Universidad Católica de Chile zu schließen. Von 1956 bis 1970 nahmen etwa hundert chilenische Studenten am Austauschprogramm teil; die ersten waren 1956 Sergio de Castro, Carlos Massad und Ernesto Fontaine. Ähnliche Programme wurden mit Unterstützung der Ford und Rockefeller Foundation bald unter der Leitung Harbergers mit der Universidad Nacional de Cuyo (Argentinien), der Universidad del Valle (Kolumbien) und vielen anderen Universitäten in ganz Südamerika aufgebaut.
Als im September 1970 Salvador Allende Präsident von Chile wurde, erfuhr das Land intensivierte protektionistische Maßnahmen, Vergesellschaftungen und Verstaatlichungen. Alle Wirtschaftswissenschaftler, die als anti-sozialistisch eingestuft wurden – darunter auch die der UCC, erhielten keine Gehälter mehr. Heimlich arbeiteten die nunmehr isolierten Ökonomen ein Programm aus, das die wirtschaftlichen Probleme des Landes unter Allende in Chicago-Manier analysierte und Vorschläge zur Lösung machte; es wurde El Ladrillo ‚der Ziegelstein‘ genannt: Es enthielt vor allem marktwirtschaftliche Reformen, aber auch Gesundheits- und Kinderernährungsprogramme, effektive Sozialeinrichtungen und sozialen Wohnungsbau.
1973 übernahm Augusto Pinochet durch einen Militärputsch die Macht in Chile und begründete eine Militärdiktatur. Das Militär versuchte zunächst erfolglos die wirtschaftlichen Probleme zu lösen. Nachdem dies offenbar erfolglos geblieben war, wurden 1975 Los Chee-Ca-Go Boys, wie man die UCC-Absolventen nannte, mit der wirtschaftlichen Reform des Landes betraut. Zu ihnen gehörten Juan Carlos Mendez (Steuerreformen), Sergio de la Cuadra (Außenhandel), Miguel Kast (Sozialpolitik) und José Piñera (Soziale Sicherheit und Arbeit); die Leitung oblag de Castro.
Die öffentliche Wahrnehmung der Chicago Boys war und ist umstritten. Obwohl das Programm von Schultz gegründet, der tatsächliche Projektkoordinator H. Gregg Lewis und der intellektuelle Vater des Projekts Harberger war, wurden die Chicago Boys in der Öffentlichkeit vor allem mit Milton Friedman in Verbindung gebracht und ihm vorgeworfen, Chile sei sein ideologisches Versuchslabor. Juan Gabriel Valdés sah im „ökonomischen Reduktionismus“ und der „Voreingenommenheit gegen Politik“ die Attraktivität der Chicago School für nicht-demokratische Regime.

#### D. Gale Johnson (1916–2003)
Ein weiterer bedeutender Vertreter des agrarökonomischen Zweiges in Chicago war D. Gale Johnson, den Schultz aus Iowa mitgebracht hatte. Er erhielt 1954 eine Professur in Chicago und übernahm auch mehrfach Aufgaben der Fakultätsverwaltung. Er untersuchte besonders den Landwirtschaftssektor in zentral verwalteten Volkswirtschaften und stellte ihnen ein jämmerliches Zeugnis aus:

„The deaths that can be attributed to socialized agriculture as, for example, in Stalin’s Soviet Union and Mao’s China, may well equal those of World War II, including Hitler’s attempts at extermination of Jews an others.“

Er entwickelte eine Gesamtnachfragefunktion des Agrarsektors, eine Vorstufe der Arbeiten von Zvi Griliches und Marc Nerlove.

### 1960–1970: Zweite Chicagoer Schule
Damit fand die Chicagoer Schule zu einem Zeitpunkt erstmals Erwähnung, als Emeritierungen, Todesfälle sowie Wegberufungen die Fakultät deutlich schwächten, und gerade Milton Friedman von der Columbia University als Professor nach Chicago zurückkehrte (1946). Zudem darf vermutet werden, dass sich Friedman, der „nur“ auf dem zweiten Platz der Berufungsliste gestanden hatte, besonders um den Aufbau einer eigenen Reputation bemühte. Friedman gilt heute als bekanntester Vertreter der Chicagoer Schule.

#### Milton Friedman (1912–2006)

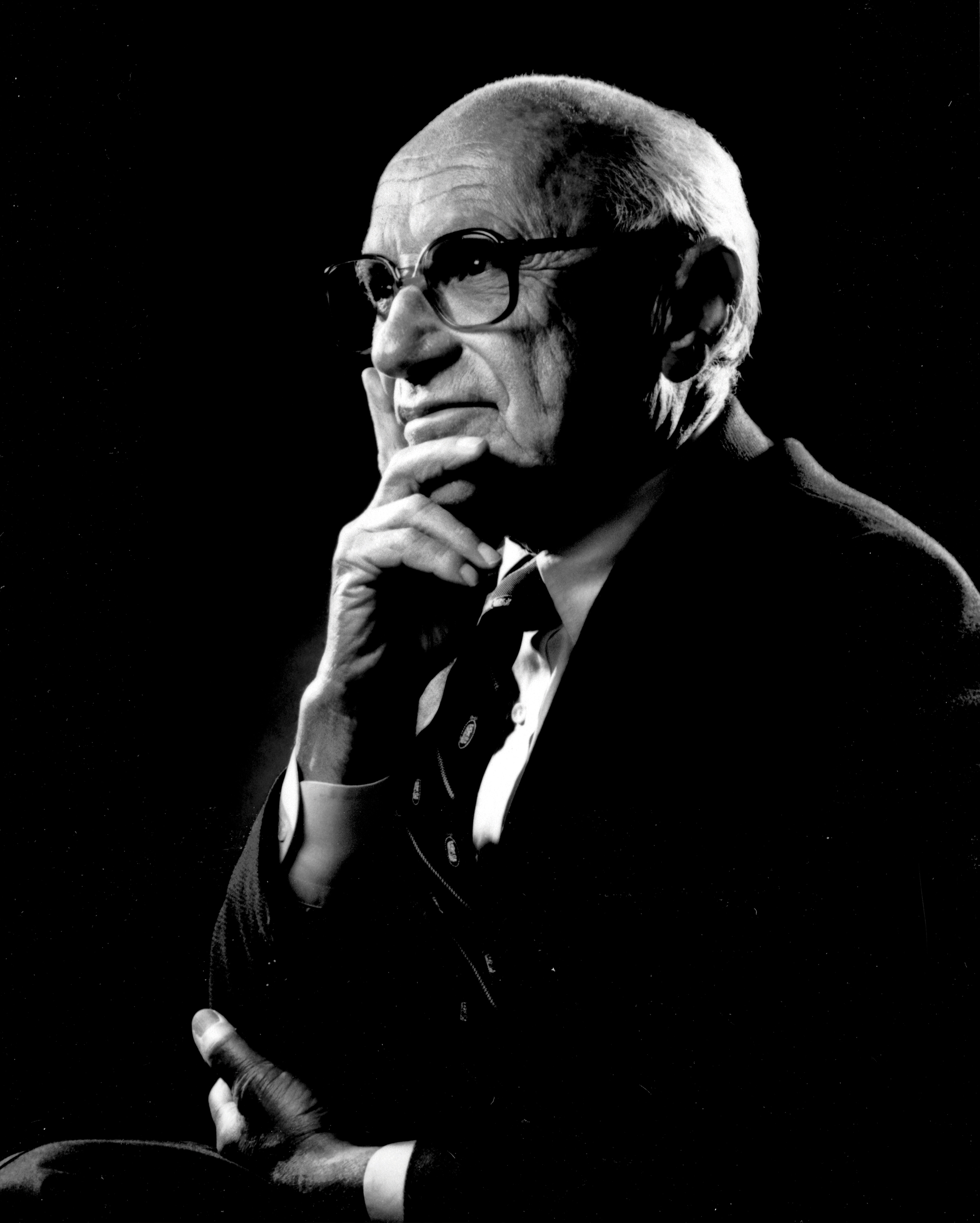
Milton Friedman, 2004

Milton Friedman studierte selbst 1932 auf Empfehlung von Arthur F. Burns in Chicago bei Knight, Viner, Simons, Lloyd Mints, Douglas und Schultz. Aus dem Wechselspiel zwischen Frank Knight und Jacob Viner entwickelte sich ein Zirkel, zu dessen wichtigsten Mitgliedern neben Friedman, seine spätere Frau Rose Director, George Stigler, Allen Wallis sowie die jüngeren Dozenten Aaron Director und Henry Simons gehörten. Der intensive Austausch um den charismatischen Lehrer Frank Knight ließ die Gruppe zur Keimzelle einer eigenen Richtung innerhalb der Fakultät erstarken. Friedman kehrte 1946 als Professor nach Chicago zurück.
In methodischer Hinsicht unterschied sich Friedman gravierend von den sonstigen Fakultätsangehörigen: Komplexe mathematische Modelle auf ökonometrischer Basis schienen ihm wenig nützlich. Mit den Mitgliedern der Cowles Commission stand er in ständig gespanntem Verhältnis. Sein eigenes methodisches Modell war weniger auf tiefschürfende philosophische Überlegungen gestützt als im Laufe seiner Forschungstätigkeit, gleichsam als Nebenprodukt, entstanden: Er bevorzugte schlichte mathematische Modelle mit vereinfachenden Grundannahmen, die jedoch an ihrer predictive power empirisch zu überprüfen waren (The Methodology of Positive Economics (1952)).
Zu seinen einflussreichsten frühen wissenschaftlichen Entdeckungen zählt die Permanente Einkommenshypothese (The Theory of the Consumption Function (1937)); Simon Smith Kuznets hatte 1936 festgestellt, dass – entgegen den Folgerungen aus der keynesianischen absoluten Einkommenshypothese – die Sparquote in den USA über einen Zeitraum von dreißig Jahren nicht gestiegen war. Friedman erklärte diese Paradoxie damit, dass der Konsum einer Person nicht von ihrem aktuellen, sondern von ihrem durchschnittlichen permanenten Einkommen abhänge. Franco Modigliani entwickelte dies zur Lebenszyklushypothese weiter. Die Umlaufgeschwindigkeit des Geldes lasse sich wiederum als eine Funktion des permanenten Einkommens darstellen, wie Friedman durch empirische Untersuchungen bestätigt fand. Gleichfalls in Auseinandersetzung mit dem Keynesianismus entstand Friedmans Theorie zur Phillips-Kurve. Mit der Annahme, dass diese langfristig vertikal verlaufe, sah er sich durch die Stagflation der 1970er Jahre bestätigt. Arbeitslosigkeit könne nicht durch Inflation, sondern nur durch die Beseitigung von Marktbeschränkungen gesenkt werden (vgl. natürliche Arbeitslosenquote).
1976 wurde Friedman „für seinen Beitrag zur Verbrauchsanalyse, zur Geldgeschichte und -theorie sowie seine Klarlegung der Komplexität der Stabilisierungspolitik“ mit dem Nobelpreis für Wirtschaftswissenschaften ausgezeichnet.
Friedman wurde der Öffentlichkeit mehr durch seine polarisierende politische Aktivität als durch seine wissenschaftliche Arbeit bekannt. Er war ein enthusiastischer Anhänger freier Märkte, was den Times-Kolumnisten Leonard Silk dazu veranlasste ihn „Adam Smith’s most distinguished spiritual son“ zu bezeichnen. Er verteidigte das Erziehungsrecht der Eltern, das er durch Bildungsgutscheine stärken wollte und forderte die Abschaffung der Wehrpflicht. Staatliche Transferleistungen und Mindestlöhne lägen nicht im Interesse ihrer Bezieher, sondern verschärften Armut; als Alternative schlug er eine negative Einkommensteuer vor. Er selbst legte Wert darauf, seine wissenschaftliche Arbeit unabhängig von seinen politischen Positionen, wenn sie auch freilich von seinen ökonomischen Kenntnissen nicht unberührt blieben, zu beurteilen. George Stigler merkte dazu an:

“His de facto presidency of the unorganized Friends of Private Enterprise hat not endeared him to the majority of professional economics […] Friedman's role […] would be viewed a good deal more sympathetically by economists if only he did it less well.”

### Seit 1970: Dritte Chicagoer Schule
Zur dritten Chicagoer Schule zählt neben der Fortführung Friedmans Monetarismus, James M. Buchanan, Robert E. Lucas, Robert Fogel, Gary S. Becker, Richard Posner und Eugene Fama.

#### Gary Becker (1930–2014)

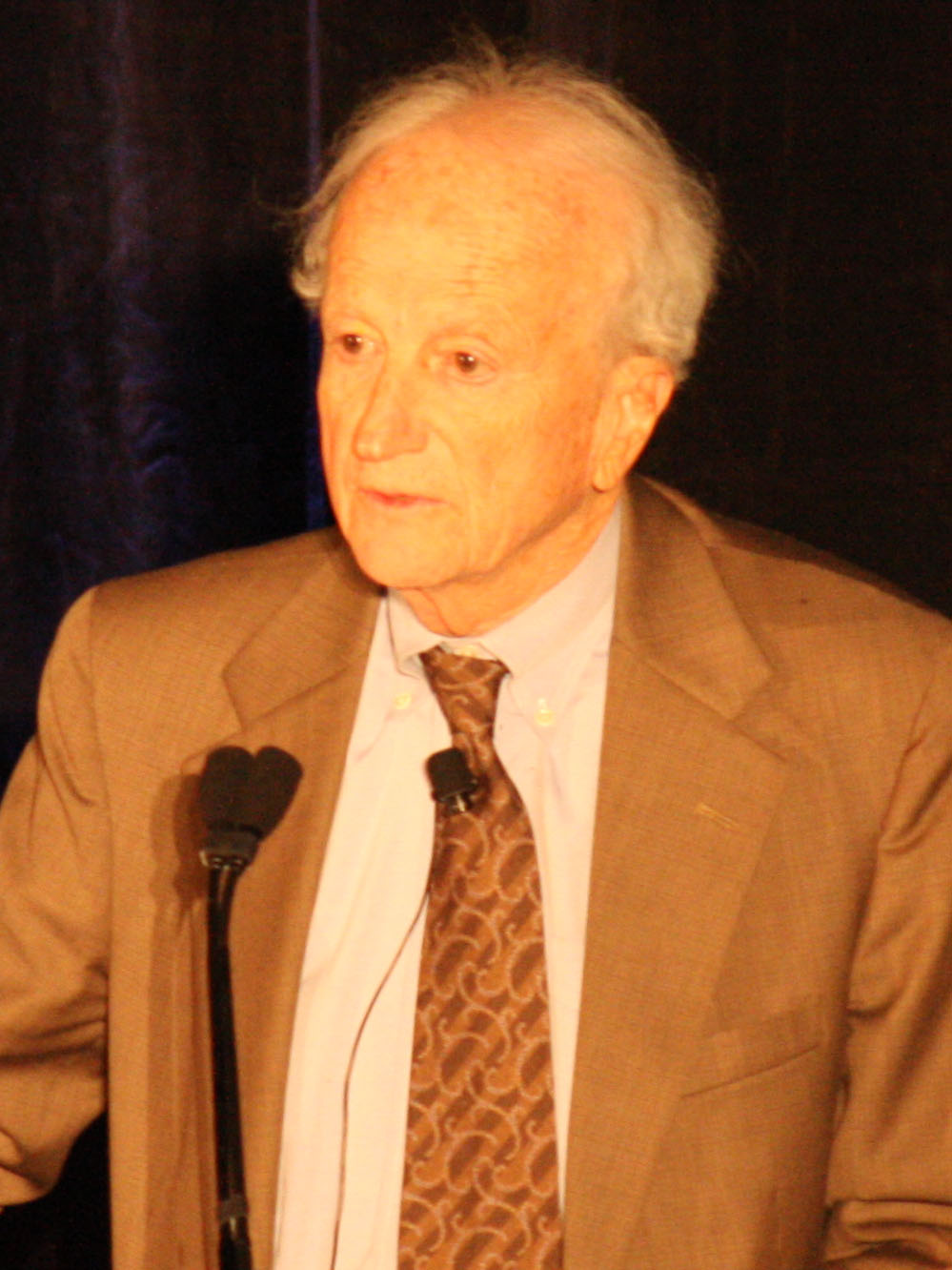
Gary Becker

Economics 301 wurde bis 1976 von Friedman gegeben. Sein Nachfolger war Gary Becker, der den Kurs die nächsten 20 Jahre behalten sollte. Er ist vor allem für die Analyse vielfältiger Phänomene außerhalb des eigentlichen Gebiets der Wirtschaftswissenschaften mithilfe der Preistheorie bekannt. In seiner Dissertation The economics of discrimination (1957) lieferte er einen Beitrag in der Anwendung ökonomischer Theorie auf Feindseligkeiten gegenüber gesellschaftlichen Minderheiten, indem er ein einfaches Außenhandelsmodell darauf übertrug: Sog. Diskriminierungskoeffizienten wirkten dabei wie Importzölle. Das Werk wurde teils wenig wohlwollend rezensiert und die damals völlig neue Übertragung des materialistischen ökonomischen Modells auf ethische Fragestellungen gerügt; Chicago University Press druckte das Buch erst nach Intervention Stiglers.
Beckers Opus magnum, Human Capital, erschien als Becker bereits 1957 an die Columbia University gewechselt war. Seine zentrale These ist, dass Aus- und Fortbildung sowie Gesundheit in der gleichen Weise wie jede andere Investition durch Betrachtung des return on investment erklärt werden können. In Human Capital griff er auch die damals vorherrschende pigouvianische These an, dass Aus- und Fortbildung ihrer externen Effekte vom Staat durchzuführen seien: Da Unternehmen bei Fortbildung ihrer Mitarbeiter stets fürchten müssten, dass diese von anderen Unternehmen abgeworben werden, bestehe für sie kein Anreiz, ihre Mitarbeiter fortzubilden. Becker unterscheidet zwischen unternehmensspezifischem und generellem Humankapital: Da Unternehmensmitarbeiter in Form eines höheren Gehaltes voll von Schulungsmaßnahmen profitieren würden, bestehe für sie genug Anreiz, die Kosten der Ausbildung selbst zu tragen. Die genannte Unterscheidung erkläre ferner den Einkommensabstand zwischen Männern und Frauen: Da Frauen schwangerschaftsbedingt öfter ihre Berufstätigkeit unterbrechen oder Teilzeitarbeit leisten würden, sei ihr Anreiz geringer, in ihr Humankapital zu investieren. Damit könne auch das Leontief-Paradoxon erklärt werden, da in den zugrunde gelegten ökonometrischen Studien Humankapital nicht berücksichtigt werde. Von besonderer politischer Brisanz war seine Feststellung, dass ein Zusammenhang zwischen ethnischen Gruppen und ihrem durchschnittlichen Einkommen bzw. ihrer Stellung in Unternehmenshierarchien bestehe: Japanische, chinesische, jüdische und kubanische Familien seien statistisch klein, was zu hohen Investitionen in ihre Kinder und hohen Einkommen führe, wohingegen Mexikaner, Puerto-Ricaner und Afroamerikaner statistisch große Familien hätten, was zu geringen Investitionen in das Humankapital der Kinder führe, weshalb diese aufgrund schlechter Ausbildung später geringe Einkommen beziehen würden.

#### Eugene Fama (* 1939)

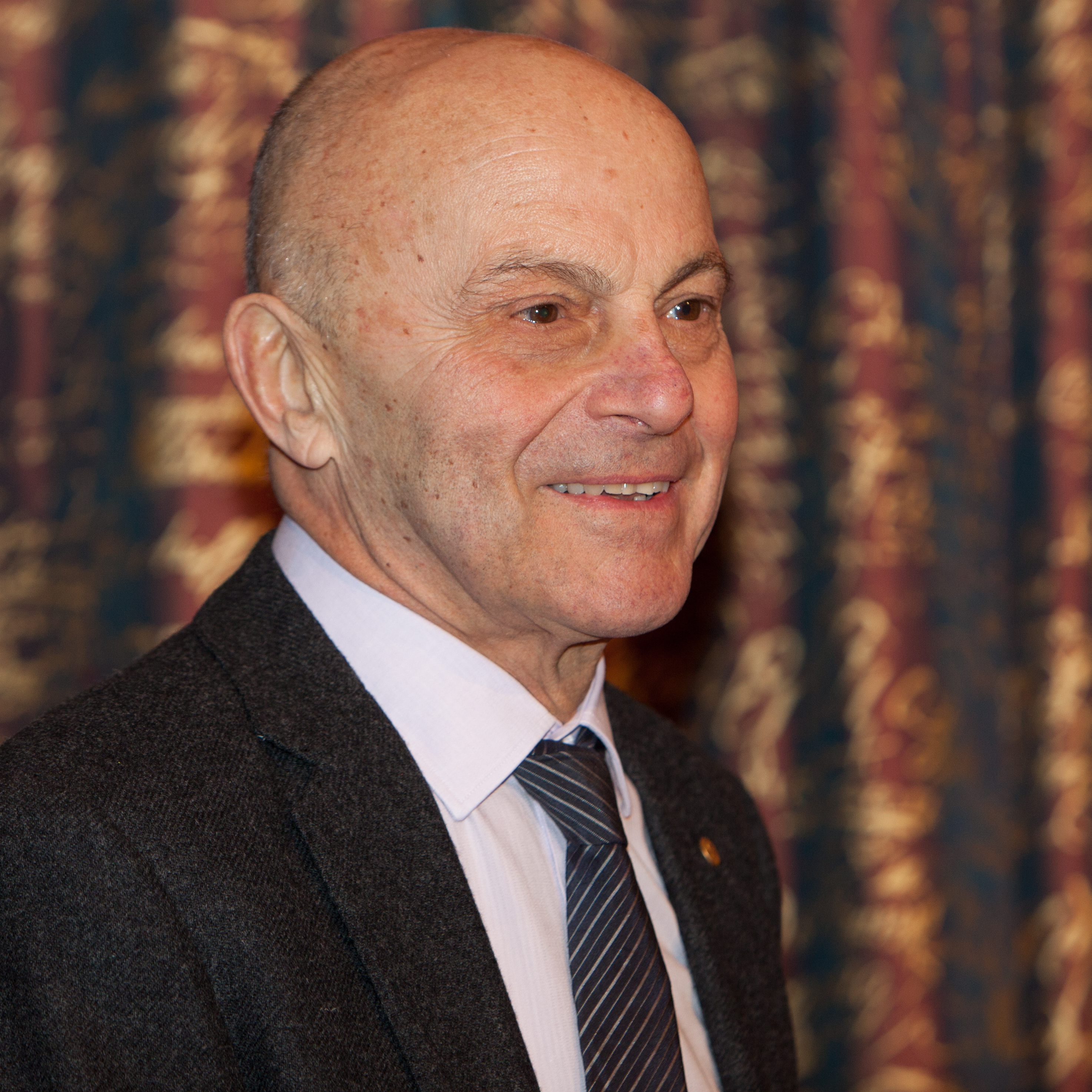
Eugene Fama wird oft als der Vater der modernen Finanzwissenschaft bezeichnet.

Eugene Fama ist der Robert R. McCormick Distinguished Service Professor of Finance an der University of Chicago Booth School of Business. Er ist besonders bekannt für seine Arbeiten zur Markteffizienzhypothese. Weiterhin untersucht er die empirische Beziehung von Risiko und erwarteter Rendite und ihre Folgen für das Portfoliomanagement. Er gilt als der Vater der modernen Finanzwissenschaft und wird vielfach zitiert. Gemessen an seinen Zitationen ist er der neunteinflussreichste Ökonom aller Zeiten. Im Jahr 2013 wurde Eugene Fama zusammen mit Robert J. Shiller und Lars Peter Hansen für ihre Arbeiten zur Effizienz von Märkten (bzw. “for their empirical analysis of asset prices”) mit dem Alfred-Nobel-Gedächtnispreis für Wirtschaftswissenschaften ausgezeichnet.
Die Markteffizienzhypothese besagt, dass Assetpreise alle verfügbaren Informationen widerspiegeln. Eine direkte Konsequenz ist, dass kein Marktteilnehmer den Markt langfristig schlagen kann. Preise sollten nur auf neue Informationen reagieren und daher einen zufälligen Verlauf (random walk) aufweisen.
Außerdem hat sich Fama zusammen mit Kenneth French kritisch mit dem Capital Asset Pricing Model (CAPM) auseinandergesetzt. Das CAPM besagt, dass die durchschnittliche Rendite eines Assets allein durch sein Beta erklärt wird. Eugene Fama und Kenneth French konnten zeigen, dass es weitere unabhängige Risikofaktoren gibt, die die zu erwartende Rendite determinieren. Diese Faktoren sind Size (Größe) und Value (Wert).  Darunter versteht man die systematische Überrendite von kleinen Firmen (Size), bzw. billig bewerteten Unternehmen, relativ zu einer fundamentalen Unternehmenskenngröße (Value). Fama und French führten daher ein Dreifaktorenmodell ein, welches Aktienrediten mittels 3 statistisch unabhängigen Risikofaktoren erklärt.

#### Richard Posner (* 1939)

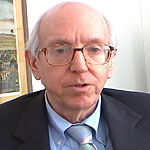
Richard Posner

Posner gehört der rechtswissenschaftlichen Fakultät an; seine wirtschaftswissenschaftlichen Kenntnisse hat er sich im Selbststudium erarbeitet. Er gilt als einer der Begründer der law and economics-Bewegung, die sich mit der ökonomischen Analyse des Rechts befasst. Er sieht dies durch den engen Zusammenhang von Gerechtigkeit und ökonomischer Effizienz gerechtfertigt:

“[The central] meaning of justice—perhaps the most common is—efficiency… [because] in a world of scarce resources waste should be regarded as immoral.”

#### Steven Levitt (* 1967)
Levitt ist Professor an der University of Chicago sowie Leiter des Becker Center on Price Theory dortselbst. Außerdem ist er Träger der John Bates Clark Medal.
Berühmt wurde er durch einen im Jahr 2000 veröffentlichten Artikel „The Impact of Legalized Abortion on Crime“ (zusammen mit John Donohue III.), in welchem er mittels multivariater statistischer Methoden für die USA einen Zusammenhang zwischen der Legalisierung der Abtreibung Mitte der 1970er Jahre und dem Rückgang der Kriminalitätsrate Anfang der 1990er Jahre aufzeigte. Die Begründung für die Beobachtung ist: durch die Legalisierung der Abtreibung erhielten auch diejenigen Frauen die Möglichkeit zur Abtreibung, die ihren Kindern kein stabiles Elternhaus bieten konnten, zum Beispiel weil sie drogenabhängig waren bzw. in einem kriminellen Umfeld lebten. Kinder aus solchen Elternhäusern werden mit höherer Wahrscheinlichkeit kriminell. Der Rückgang der Kriminalitätsrate in den USA in den 1990er Jahren kam somit zu der Zeit, in der diese Generation volljährig geworden wäre. Levitt unterstreicht, dass er diesen Zusammenhang nicht als Rechtfertigung der Abtreibung versteht.
Mit seinen populärwissenschaftlichen Büchern Freakonomics: Überraschende Antworten auf alltägliche Lebensfragen und dem Nachfolger SuperFreakonomics – Nichts ist so wie es scheint: Über Erd-Abkühlung, patriotische Prostituierte und Selbstmord-Attentäter mit Lebensversicherung gehört er zu den umstrittensten aktuellen Wirtschaftswissenschaftlern in den USA.

### Primärliteratur
Sammelwerke:
- Ross B. Emmett (Hrsg.): The Chicago Tradition in Economics, 1892–. Routledge, London / New York 2002, ISBN 0-415-25422-1 (8 Bände).

Frühe Chicagoer Schule:
- Thorstein Veblen: The Theory of the Leisure Class: An Economic Study of Institutions. B.W. Huebsch, New York 1918 (oll.libertyfund.org – Erstausgabe:  1899).
- James Laurence Laughlin: Aus dem amerikanischen Wirtschaftsleben.(Vorlesungen in Berlin 1906.). G. B. Teubner, Leipzig 1907 (Textarchiv – Internet Archive).

Erste Chicagoer Schule:
- Frank H. Knight: Risk, Uncertainty, and Profit. Hart, Schaffner and Marx, Boston MA 1912 (oll.libertyfund.org).

Zweite Chicagoer Schule:
- J. Daniel Hammond und Claire H. Hammond (Hrsg.): Making Chicago Price Theory: Friedman-Stigler Correspondence 1945–1958. Routledge, London / New York 2005, ISBN 0-415-70078-7.

Dritte Chicagoer Schule:
- Gary Becker: Human Capital: A Theoretical and Empirical Analysis, with Special Reference to Education. 3. Auflage. University of Chicago Press, Chicago 1994, ISBN 0-226-04120-4 (Erstausgabe:  1964).
- Gary Becker: Der ökonomische Ansatz zur Erklärung menschlichen Verhaltens. Mohr Siebeck, Tübingen 1993, ISBN 3-16-146046-4 (Originaltitel: The Economic Approach to Human Behavior (1976).).

Zeitschriften:
- Journal of Political Economy. ISSN 0022-3808 (journals.uchicago.edu).
- The Journal of Law and Economics. ISSN 0022-2186 (journals.uchicago.edu).

### Sekundärliteratur
- Ross B. Emmet: Chicago School (new perspectives). In: Steven N. Durlauf, Lawrence E. Blume (Hrsg.): The New Palgrave – Dictionary of Economics. 2. Auflage. Band 1. Palgrave Macmillan, New York 2008, S. 765–769.
- Ross B. Emmett: Frank Knight and the Chicago school in American economics (= Routledge studies in the history of economics. Band 98). Routledge, London / New York 2009, ISBN 978-0-203-88174-3.
- Warren S. Gramm: Chicago Economics: From Individualism True to Individualism False. In: Journal of Economic Issues. Band 9, Nr. 4, 1975, S. 753–775.
- John P. Henderson: The History of Thought in the Development of the Chicago Paradigm. In: Journal of Economic Issues. Band 10, Nr. 1, 1976, S. 127–147.
- Eva Hirsch und Abraham Hirsch: The Heterodox Methodology of Two Chicago Economists. In: Journal of Economic Issues. Band 9, Nr. 4, 1975, S. 645–664.
- John McKinney: Frank H. Knight and Chicago Libertarianism. In: Journal of Economic Issues. Band 9, Nr. 4, 1975, S. 777–799.
- H. Laurence Miller, Jr.: On the “Chicago School of Economics”. In: The Journal of Political Economy. Band 70, Nr. 1, 1962, S. 64–69 (Im Artikel wurde erstmals die Existenz einer eigenständigen Chicago School postuliert und von George Stigler in derselben Ausgabe bestritten).
- Claus Noppeney: Zwischen Chicago-Schule und Ordoliberalismus. Paul Haupt, Bern / Stuttgart 1998, OCLC 716717797.
- Johan van Overtveldt: The Chicago School: how the University of Chicago assembled the thinkers who revolutionized economics and business. Agate, Chicago 2007, ISBN 978-1-932841-14-5.
- Don Patinkin: Keynes and Chicago. In: Journal of Law and Economics. Band 22, Nr. 2, 1979, S. 213–232.
- Melvin W. Reder: Chicago Economics: Permanence and Change. In: Journal of Economic Literatur. Band 20, Nr. 1, 1982, S. 1–38.
- Melvin W. Reder: Chicago School. In: Steven N. Durlauf, Lawrence E. Blume (Hrsg.): The New Palgrave – Dictionary of Economics. 2. Auflage. Vol. 1. Palgrave Macmillan, New York 2008, S. 760–765.
- Warren J. Samuels: Introduction: The Chicago School of Political Economy. In: Journal of Economic Issues. Band 9, Nr. 4, 1975, S. 585–604.
- Warren J. Samuels: The Chicago School of political economy. Association for Evolutionary Economics, 1976, ISBN 0-87744-140-5.
- Mark Skousen: Vienna & Chicago, friends or foes?: a tale of two schools of free-market economics. Capital Press, Washington 2005, ISBN 0-89526-029-8 (Eine Abhandlung über das zwiespältige Verhältnis zur Österreichischen Schule).
- George J. Stigler: On the “Chicago School of Economics”: Comment. In: The Journal of Political Economy. Band 70, Nr. 1, 1962, S. 70–71.
- Juan Gabriel Valdes: Pinochet’s Economists: The Chicago School of Economics in Chile. Cambridge University Press, Cambridge 2008, ISBN 978-0-521-06440-8.
- Rob Van Horn, Philip Mirowski: The Rise of the Chicago School of Economics and the Birth of Neoliberalism. In: Philip Mirowski, Dieter Plehwe (Hrsg.): The Road from Mont Pèlerin. The Making of the Neoliberal Thought Collective. Harvard University Press, Cambridge MA / London 2009, S. 139–178.
- Charles K. Wilber, Jon D. Wisman: The Chicago School: Positivism or Ideal Type. In: Journal of Economic Issues. Band 9, Nr. 4, 1975, S. 665–679.